# パラフィン紙

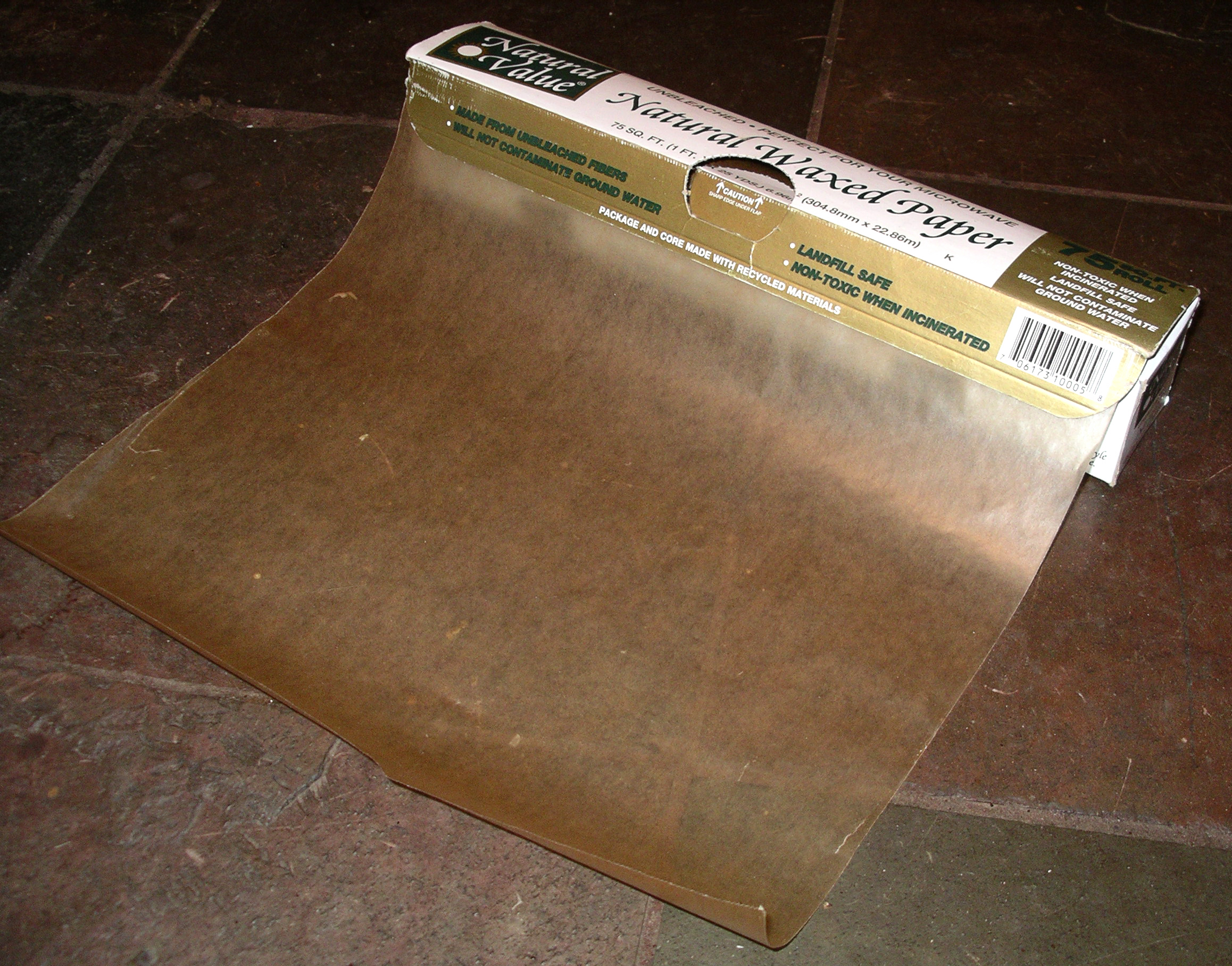
パラフィン紙

パラフィン紙（パラフィンし、英語 paraffin paper、waxed paper）は、模造紙、クラフト紙などにパラフィン蝋を塗布・浸透させた紙である。

## 概要
「ロウ引き紙」「ロー引き紙」「蝋引き紙」「油紙」と呼ばれることもある。グラシン（グラシン紙）と混同されるが、別物である。グラシンはパラフィン紙の元となる紙の一つだが、元となる紙はグラシンとは限らず、模造紙やクラフト紙を使ったものもある。また、パラフィンを使っていない、単なるグラシンもある。
羊皮紙や紙を半透明や防湿性にするために油を塗る慣習は、少なくとも中世まで遡る事が出来る。精製された蜜蝋を染み込ませた、若しくは塗った紙は、19世紀を通して保存、防湿や、匂いのする製品を包むのに広く用いられた。1851年にはGustave Le Grayが蝋引き紙を写真用ネガフィルムとして利用することを始めた。ハーマン・フラッシュがパラフィンの精製、及びその紙への塗布の方法を1876年に発明した後、蝋引き紙を作る際に使う天然の蝋はパラフィンに置き換わった。
日本では1897年、防湿性固油紙が二木泰次郎によって創始された。1904年、日露戦争開始時に戦地医療用として納入、パラフィン紙と改称。1919年、ペーパーストローが考案され、以来製造が伸びた。また、同等の製品として油紙がある。

## 特徴
- 繊維の隙間がパラフィンで充填されるため、透明度、光沢、滑らかさが増す[1]。
- パラフィンの疎水性などの化学的性質により、耐水性、耐油性が増す[1]。

ただし、60度〜70度程度でパラフィンが溶ける性質がある。

## 用途
グラシンを使ったパラフィン紙の用途は、グラシンと同様である。ただし、パラフィン紙のほうが高価で特性が優れている。また、食品の包装やブックカバーなどに使われる。
古書の場合、販売当初についていたパラフィン紙や模様が付いたパラフィン紙は珍重される。
果樹栽培においては大正期より梨の黒斑病などの対策としてパラフィン紙を用いた袋が使用されている。